# Chancia
Chancia là một xã trong vùng Bourgogne-Franche-Comté, thuộc tỉnh Jura, quận Saint-Claude, tổng Moirans-en-Montagne. Tọa độ địa lý của xã là 46° 20' vĩ độ bắc, 05° 38' kinh độ đông. Chancia nằm trên độ cao trung bình là 300 mét trên mặt nước biển, có điểm thấp nhất là 300 mét và điểm cao nhất là 680 mét. Xã có diện tích 2.41 km², dân số vào thời điểm 1999 là 142 người; mật độ dân số là 59 người/km².

## Thông tin nhân khẩu
| 1962 | 1968 | 1975 | 1982 | 1990 | 1999 |
| ---- | ---- | ---- | ---- | ---- | ---- |
| 100  | 106  | 77   | 100  | 87   | 142  |